# Гай Сульпиций Гальба (член аграрной комиссии)
Гай Сульпи́ций Га́льба (лат. Gaius Sulpicius Galba; приблизительно 158 — после 109 гг. до н. э.) — римский политический деятель из патрицианского рода Сульпициев, член гракханской земельной комиссии со 121 года до н. э., предположительно претор (дата неизвестна). Был обвинён в коррупционном сговоре с царём Нумидии Югуртой и осуждён.

## Биография
Гай Сульпиций принадлежал к знатному патрицианскому роду Сульпициев, предположительно происходившему из Камерина. Первый Сульпиций (из упоминающихся в источниках) был консулом в 500 году до н. э., а в дальнейшем представители этого рода регулярно занимали высшие римские должности. Отец Гая был консулом в 144 году до н. э., считался выдающимся оратором и одним из богатейших римлян. У Гая был старший брат, Сервий, консул 108 года до н. э.; в этой семье воспитывался также Квинт Сульпиций Галл, рано потерявший отца.
Первое упоминание о Гае Сульпиции в сохранившихся источниках датировано 149 годом до н. э. Тогда он был ещё ребёнком, и поэтому исследователи относят его рождение приблизительно к 158 году до н. э. Отца Гая обвинили в неоправданной жестокости по отношению к провинциалам, проявленной во время наместничества в Дальней Испании. Речь могла идти об изгнании, а плебс явно был настроен против Гальбы. Поэтому в день голосования Сервий Сульпиций признал свою вину, вывел перед народом обоих своих сыновей и воспитанника и произнёс, по словам эпитоматора Ливия, «жалостную речь». Он поручил народу заботиться об этих детях и сделал вид, будто собирается тут же составить завещание. Слушатели были тронуты до слёз, и большинство проголосовавших высказалось против законопроекта.
Позже отец женил Гая Сульпиция на старшей дочери Публия Лициния Красса Муциана; на Лицинии-младшей женился Гай Семпроний Гракх. После гибели свояка в 121 году до н. э. Гальба занял его место в комиссии, занимавшейся осуществлением гракханской аграрной реформы в Италии. Согласно другой версии, тогда была образована новая комиссия, занимавшаяся наделением римских граждан землёй в Африке, но состав в любом случае был один и тот же: Гальба, Луций Кальпурний Бестия, Гай Папирий Карбон. Из-за противодействия сенатской «партии» в последующие годы комиссия была вынуждена свернуть свою деятельность. Карбон покончил с собой из-за судебного преследования в 119 году до н. э., а Гальба и Бестия были привлечены к суду в 109 году до н. э., после принятия закона Мамилия.
К тому моменту Гай Сульпиций принадлежал к одной из двух главных жреческих коллегий Рима — был либо авгуром, либо понтификом. Антиковеды Фридрих Мюнцер и Роберт Броутон считают более вероятным авгурат; Мюнцер предполагает, что Гальба ко времени судебного процесса был ещё и преторием, то есть бывшим претором. Гая обвинили, наряду со многими другими нобилями, в коррупционном сговоре с царём Нумидии Югуртой. Он сам выступал в свою защиту, но потерпел поражение и стал первым в истории Рима жрецом, которого осудил гражданский суд. По словам Марка Туллия Цицерона, Гальба оказался «жертвой народной ненависти к договору с Югуртой». После этого он уже не упоминается в источниках: как пишет тот же автор, Гай «пал в пути, не достигнув цели», то есть вершины карьеры.

## Интеллектуальные занятия
Гай Сульпиций был способным оратором. Речь, произнесённая им в свою защиту, получила известность, и её эпилог ценился очень высоко в начале I века до н. э. Известно, что Цицерон знал текст эпилога наизусть.

## Потомки
Предположительно сыном Гая Сульпиция был Сервий Сульпиций Гальба, легат во время Союзнической и Первой Митридатовой войн. Через него Гай является предком Сервия Сульпиция Гальбы, захватившего в 68 году н. э. императорскую власть.